# جیمز ک. جانسون
جیمز کنت جانسون (زاده ۳۰ مه ۱۹۱۶ - درگذشته ۲۲ اوت ۱۹۹۷) سرهنگ نیروی هوایی ایالات متحده بود. در جنگ کره او یک تک خال بود که با سرنگونی ده هواپیمای دشمن شناخته شد. او همچنین یک "کشتi" در جنگ جهانی دوم داشت، زمانی که او سرهنگ دوم بود. او جوایز متعددی از جمله صلیب خدمات ممتاز، ستاره نقره ای، لژیون شایستگی و صلیب پرواز ممتاز را دریافت کرد.

## سنین جوانی و تحصیل
جانسون در ۳۰ می ۱۹۱۶ در فینیکس، آریزونا به دنیا آمد. در سال ۱۹۳۹ از دانشگاه آریزونا فارغ‌التحصیل شد. در ۲۸ دسامبر همان سال، او وارد برنامه کادت هوانوردی نیروی هوایی ارتش ایالات متحده شد و در پایگاه‌های کلی و راندولف آموزش دید. او در ۳۰ اوت ۱۹۴۰، به خدمت گرفته شد.

## حرفه نظامی
از سال ۱۹۴۰ تا اکتبر ۱۹۴۳، او فرمانده اسکادران تعقیب ۴۳ بود که در پایگاه آلبروک در منطقه کانال پاناما خدمت می‌کرد، جایی که او با P-40 وارهاوک خود به حفاظت از کانال پاناما کمک کرد. همچنین از نوامبر ۱۹۴۳ تا اکتبر ۱۹۴۴ معاون فرمانده گروه ۴۰۴ جنگنده بمب افکن بود. در مارس ۱۹۴۴، او با هواپیمای P-47 تاندربولت به همراه هواپیمای ۴۰۴ به جنوب انگلستان رفت تا برای پیاده‌سازی نرماندی آماده شود. از اکتبر ۱۹۴۴ تا پس از پایان جنگ، در ژوئن ۱۹۴۵، فرماندهی گروه ۴۸ جنگنده بمب افکن بلژیک را برعهده داشت. او ۹۲ مأموریت را با تاندربولت انجام داد که در طی آن یک کشتن به او نسبت داده شد: یک اف و 190.
پس از جنگ جهانی دوم، جانسون در پایگاه الینگتن در تگزاس خدمت کرد، جایی که او فرمانده پایگاه، خلبان مربی، افسر پروژه و فرمانده گروه آموزش ناوبری ۳۶۰۵ بود. از سپتامبر ۱۹۵۱ تا اکتبر ۱۹۵۲، او همچنین فرمانده گروه آموزش پرواز ۳۵۹۵ در پایگاه نیروی هوایی نلیس در نوادا بود.

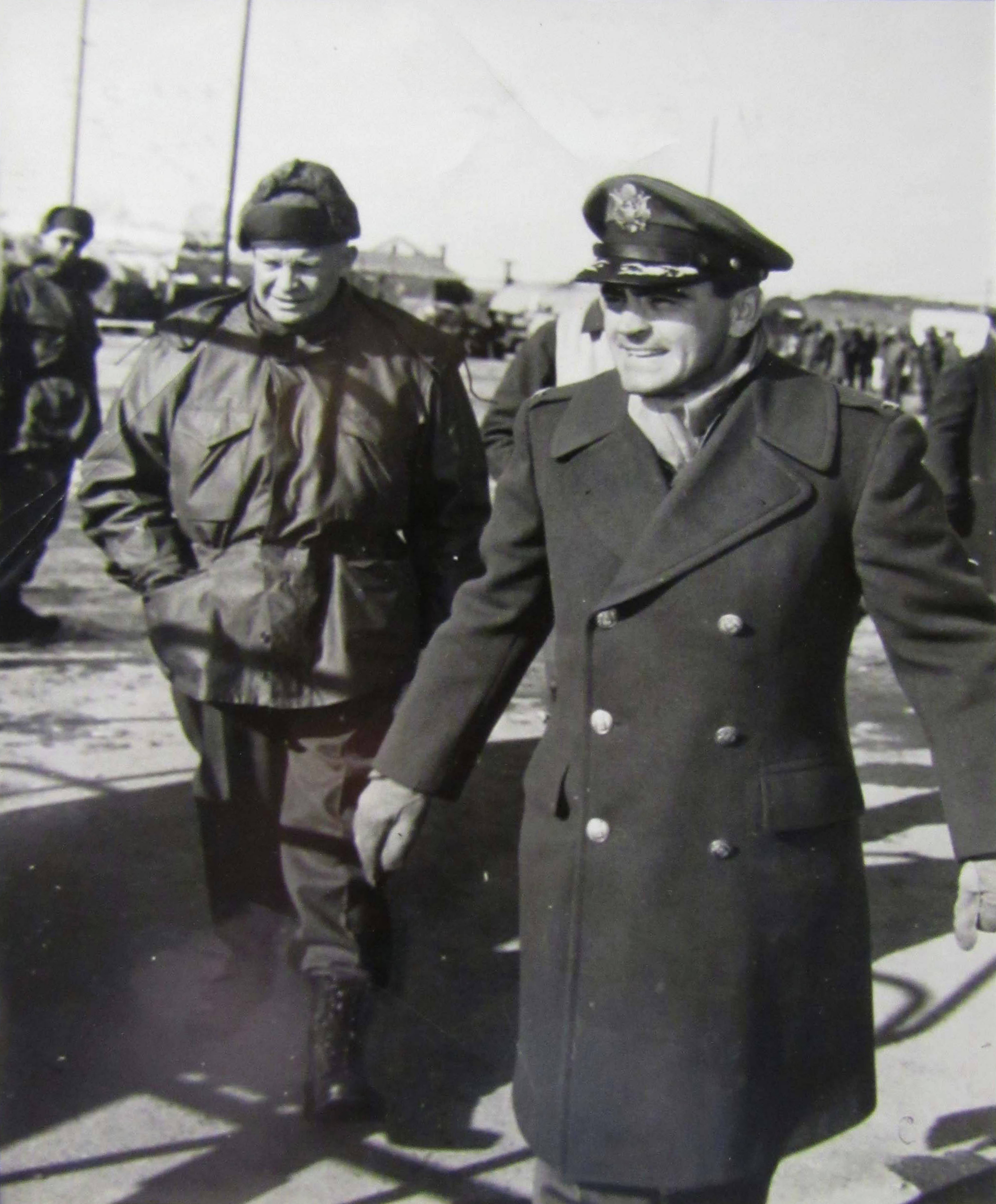
جانسون (راست) با رئیس‌جمهور منتخب دوایت دی. آیزنهاور در پایگاه هوایی کیمپو در سال ۱۹۵۲

در طول جنگ کره، جانسون فرماندهی بال رهگیر چهارم جنگنده را از نوامبر ۱۹۵۲ تا اوت ۱۹۵۳ برعهده داشت و در یک جنگنده F-86 سابر در حال پرواز بود. از همان هواپیما بود که نام مستعار خود را «شهردار سابر جت سیتی» دریافت کرد. در ۲۸ مارس ۱۹۵۳، با سرنگون کردن پنجمین میگ ۱۵، بیست و نهمین خلبان جنگ شد. او پس از ۸۶ مأموریت و هشت ماه نبرد، ده فروند هواپیمای دشمن را منهدم کرد، ۹ فروند دیگر را آسیب رساند و سه آسیب احتمالی داشت که او را به اولین فرمانده تکخال دوگانه تبدیل می‌کرد.

## مرگ
جیمز جانسون دارای چهار دختر (جی، مارگارت، پاتریشیا و جودیت) با همسر اولش مری الن و دو فرزند (شری و جیمز جونیور) از همسر دومش لورین بود. در سال ۱۹۷۹، جانسون دوباره با همسرش سیلویا ازدواج کرد و سناتور آریزونا، بری گلدواتر، ساقدوش او بود.
او در ۲۲ اوت ۱۹۹۷ درگذشت و در گورستان ملی آرلینگتون به خاک سپرده شد.

## جوایز و میراث
در ۱۲ نوامبر ۱۹۵۳، جانسون به ترتیب در ۳۰ ژوئن و ۱۷ می ۱۹۵۳ نشان صلیب خدمات برجسته و ستاره نقره ای را دریافت کرد. او همچنین دو جایزه لژیون افتخار و سه جایزه صلیب پرواز ممتاز را دریافت کرد.